# Phaonia sumatrana
Phaonia sumatrana este o specie de muște din genul Phaonia, familia Muscidae, descrisă de Malloch în anul 1928. Conform Catalogue of Life specia Phaonia sumatrana nu are subspecii cunoscute.